# Episiphon candelatum
Episiphon candelatum is een Scaphopodasoort uit de familie van de Gadilinidae. De wetenschappelijke naam van de soort is voor het eerst geldig gepubliceerd in 1959 door Kira.